# Christophe De Graef
Christophe De Graef (Bree, 10 maart 1971) is een Belgisch middenstander en liberaal politicus voor Open Vld. 

## Levensloop
De Graef groeide op in Diest, alwaar hij van 1995 tot eind 1998 café De Sigaret op de Graanmarkt uitbaatte. Vervolgens had hij van 1999 tot eind 2018 een handelszaak in sigaren, whisky en koffie op de Botermarkt in deze stad.
Hij werd politiek actief in de aanloop naar de gemeenteraadsverkiezingen van 1988 en werd een eerste maal verkozen tot gemeenteraadslid bij de lokale stembusgang van 1994. Hij werd herkozen in 2000, waarna hij schepen van Middenstand en Sport werd. Deze functie oefende hij uit tot november 2005. Hij nam ontslag uit het schepencollege wegens onverenigbaarheid met zijn activiteiten als zelfstandige. Bij de gemeenteraadsverkiezingen van 2006 was hij lijstduwer. De partij boekte echter een verlies en De Graef en zijn partij werden naar de oppositiebanken verwezen. Bij de stembusgang van 2018 was hij lijsttrekker van de 'Open Diest'-kieslijst. Hij sloot een coalitie met DDS (de lokale afdeling van CD&V) en volgde Jan Laurys op als burgemeester. In 2024 werd hij opnieuw lijsttrekker, ditmaal voor de kieslijst 'Iedereen Diest'. Een lokaal kartel tussen Open Vld en Vooruit. De partij behaalde de meeste zetels, maar ondanks het initiatiefrecht slaagde hij er niet in om een coalitie te vormen. Hij wordt als burgemeester opgevolgd door Geert Cluckers.